# Brebeni, Maramureș
Brebeni este un sat în comuna Cernești din județul Maramureș, Transilvania, România.

## Istoric
Prima atestare documentară: 1570 (Babapataka, Brethfalva). 

## Etimologie
Etimologia numelui localității: din numele de grup brebeni < top. Breb (< s. breb „castor " < sl. bebrŭ) + suf. -eni. 

## Demografie
La recensământul din 2011, populația era de 215 locuitori. 